# Centre Penitenciari Brians 1
|  | «Centre Penitenciari de Can Brians» redirigeix aquí. Vegeu-ne altres significats a «Centre Penitenciari Brians 2». |

El Centre Penitenciari Brians 1 és una presó de la Generalitat de Catalunya situada al municipi de Sant Esteve Sesrovires. Es va inaugurar l'any 1991, amb un projecte de Bonell i Gil Arquitectes, format per Esteve Bonell, Francesc Rius, Josep Maria Gil i Manuel Brullet. Ocupa una superfície construïda de 61.562,17 m². Està situat al costat del Centre Penitenciari Brians 2. La presó Can Brians 1 és la que concentra els presos preventius de l'àrea de Barcelona, després del tancament de la Model.

## Història
El C.P. Brians 1 va ser el segon a ser construït i gestionat per la Generalitat de Catalunya per mor de les competències assumides uns anys abans. Quan l'equipament es va posar en marxa es va destinar exclusivament a població reclusa masculina, però l'any 1993 es va inaugurar un nou mòdul destinat a dones penades dins del mateix recinte.
Una llarga polèmica respecte la gestió del centre per part de l'avant-penúltim i del penúltim director i les pràctiques d'alguns funcionaris de Brians va sortit reflectida en alguns mitjans de comunicació. El director del centre (1 de juliol de 2008-setembre 2017) Joan Carles Navarro, va arribar a ser citat en un judici pel suïcidi d'una reclusa.
El director Font va arribar a comparèixer per respondre preguntes dels parlamentaris. Un sindicat de funcionaris de presó va denunciar el director Font. Aquest,en contre de la versió de la Conselleria, mai va rebre amenaces per part de funcionaris, aquesta va ser la construcció publica per “dimitir-lo” per la seva gestió insostenible i afers obscurs a punt de veure la llum publica.El van convidar a dimitir,cosa que va fer. Després de la dimissió de Josep Font, Gemma Torres va prendre possessió com a directora del CP Brians 1, el quinze de gener de 2019.

## Interns notables
Pedro Jiménez, condemnat diverses vegades per violacions, robatoris amb violència i la mort de dues policies en pràctiques el 5 d'octubre de 2004 (L'Hospitalet de Llobregat)
Rosa Peral, condemnada per l'assassinat d'un guàrdia urbà al Penedès, va ser traslladada a Brians 1 provinent de Wad Ras. (Crim de la urbana o crim del pantà de Foix).
Juan Francisco López, assassí d'una noia de 13 anys (Vilanova i la Geltrú) hi va ingressar el 7 de juny de 2018.
Fèlix Millet i Jordi Montull, condemnats pel cas "Palau" van ingressar en aquesta presó el 5 de febrer de 2018. Montull va sortir el 27 de febrer de 2018 en llibertat provisional després del pagament d'una fiança.